# Planinska klima
Planinska klima je klima za područja iznad granice pojavljivanja šuma. Takva klima se također naziva i alpska klima.
U Köppenovoj klasifikaciji klime, alpska klima dio je "grupa E", zajedno s polarnom klimom, a karakterizira ih, da nema mjeseca u godini, koji ima srednju temperaturu višu od 10 °C
Klima postaje sve hladnija na sve višim nadmorskim visinama. Lokalni faktori kao što je blizina oceana mogu drastično mijenjati klimu. Najveća količina oborina padne u obliku snijega, često u pratnji jačih vjetrova.
Ova klima javlja se: u Alpama, na Stjenjaku, na Pirinejima, u Sierra Nevadi, na Andama, na Himalaji, tibetanskim visoravnima, u istočnom gorju Afrike i središnjim dijelovima Bornea i Nove Gvineje. Planinska klima u sjevernim Andama posebno je poznata po pojmu četiri zone nadmorskih visina: "tierra caliente" ili vruće tlo, "tierra templada" ili umjereno toplo tlo, "tierra fria" ili hladno tlo i "tierra helada" ili smrznuto tlo.
Biljni svijet planinske klime pripada pod planinsku tundru.